# Zastava Arms
Zastava Arms (Servisch: Zastava oružje, Cyrillisch: Застава oружје) is een Servische wapenfabrikant. Het bedrijf is opgericht in 1853 en de belangrijkste leverancier van handvuurwapens aan de Servische strijdkrachten en politie en ook de grootste fabrikant van vuurwapens in Servië .

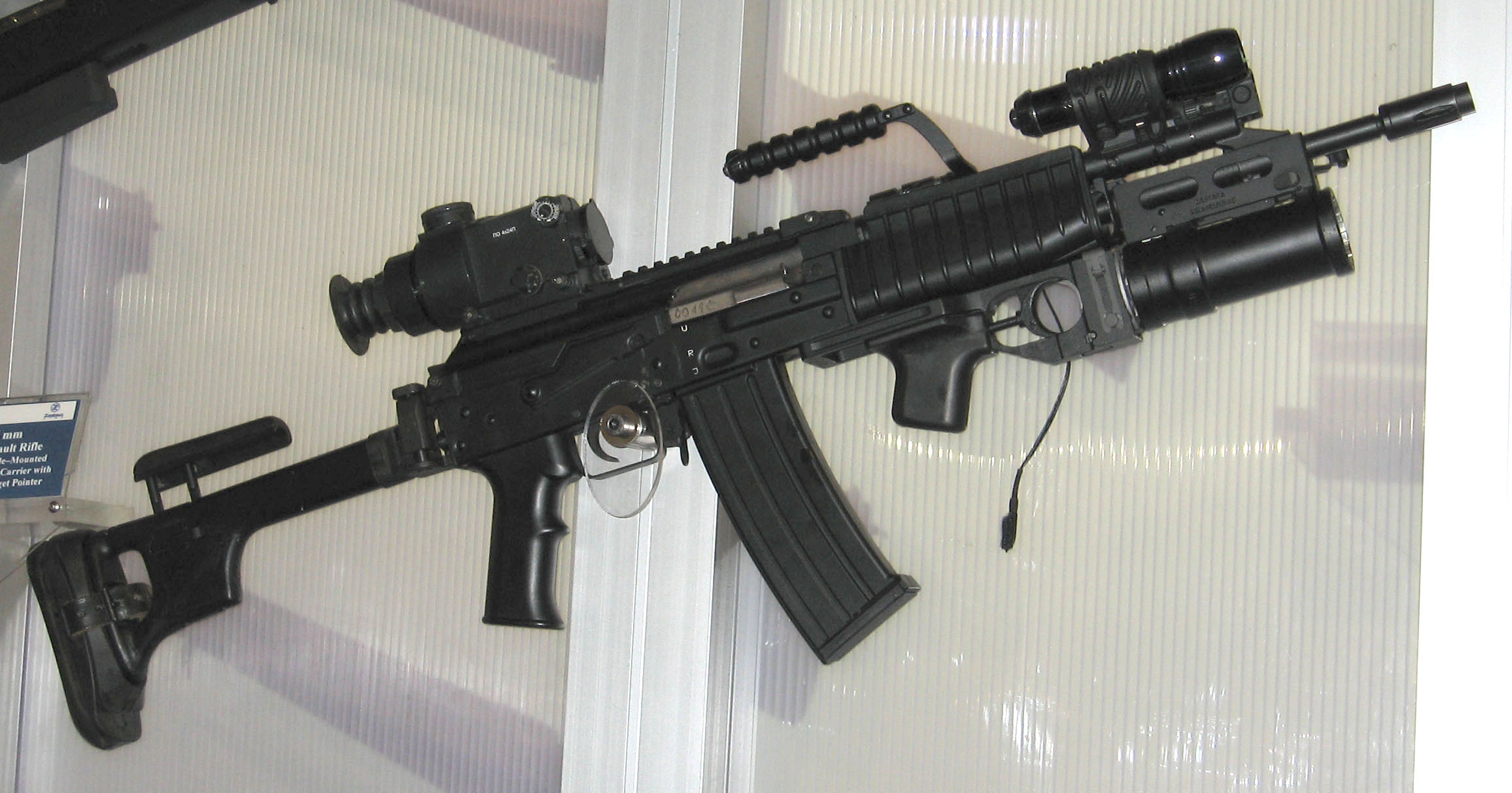
Zastava M21 5,56×45mm NAVO aanvalsgeweer gebaseerd op de AK-47.

Het grootste deel van de productie van pistolen, aanvalsgeweren en sluipschuttersgeweren, met name licentieproducties en doorontwikkelingen van de Russische AK-47, vindt plaats in de fabrieken in Kragujevac. De wapens worden geëxporteerd via het staatsbedrijf Yugoimport SDPR.

## Wapenmodellen
- Zastava M21 aanvalsgeweer
- Zastava M57 (1957) pistool

- Library of Congress Control Number: n2010063740
- Nationale Bibliotheek van Tsjechië: kn20051024047
- Virtual International Authority File: 133937700